# Magdalena Mézlová
Magdalena Mézlová (* 29. října 1977 Praha) je česká řezbářka a sochařka.

## Život
Pochází z rodiny, kde se všichni její členové zabývali uměleckou činností. Její matkou je Jana Mézlová (*1950), šperkařka, řezbářka a akademická sochařka se zabývala restaurováním. Jejím otcem je Zdeněk Mézl (1934 – 2016), akademický grafik, malíř a ilustrátor, který se po celý život zabýval převážně náročnou technikou dřevorytu a byl předním představitelem této techniky mezi výtvarníky. Její sestrou, dvojčetem, je Markéta Kynclová, roz. Mézlová, (*1977), sochařka a restaurátorka.
Vystudovala Střední uměleckoprůmyslovou školu (SUPŠ) v Praze, obor řezbářství a sochařství, a pokračovala částečně na pomaturitním studiu na téže škole (VOŠUP) zaměřeném na restaurování uměleckých děl ze dřeva. Poté absolvovala šestileté studium na Akademii Výtvarných umění (AVU), nejprve na oboru restaurování uměleckých děl pod vedením docenta Petra Siegela a později na oboru zaměřeném na figurální sochařství a medailérství pod vedením profesora Jana Hendrycha a docentky Milady Othové. Při studiích absolvovala několik zahraničních pobytů a stáží, např. na Kuvataideakkatemia v Helsinkách či v Londýně. Po ukončení studií se začala věnovat zahradní skulptuře z kamene a mozaiky a rovněž dřevěným plastikám. Větší práce a skulptury tvoří nejvíce ve venkovském ateliéru.

### Umělecká činnost
- 1997, maturitní práce SUPŠ – dřevěná stylizovaná plastika mloka vysekaná z kmene stromu, která slouží jako lavice pro děti v mateřské škole v Praze 3[4]
- 1998, při studiu AVU – v soutěži vybrán autorčin model svaté Anežky České jako dar od Rytířského řádu Křižovníků s červenou hvězdou pro papeže
- 1999 – člen restaurátorského týmu opravy sochy Sv. Václava na Karlově mostě v Praze
- 2004, diplomová práce AVU – Hlava (rozkládací socha ze sliveneckého mramoru, umělého kamene a keramiky), Kukla (slivenecký mramor)
- 1997 – 2005, lektorka odborného výtvarného kurzu řezbářství v Kulturním Centru Zahrada v Praze na Chodově
- 2007 – rekonstrukce a restaurování kříže ve Vršovicích u Loun
- 2012 – založila výtvarné studio Magmé[5] zaměřené na kurzy řezbářství a kamenosochařství, které od té doby až do současnosti vede a organizuje[6][7]

#### Výstavy
- 1997 – Letohrad (společná výstava drobných prací se sestrou Markétou)
- 1999 – Praha 1, Galerie Křižovníků – Anežka Česká (opuka)
- 2003 – Kralupy nad Vltavou, Fara církve Českobratrské husitské – samostatná výstava prací ze sádry, keramiky a kamene (žula) pod názvem Bebechy
- 2004 – Praha 7, Moderní galerie AVU, Diplomanti AVU
- 2004 – Umělecký Salon v Poličce, Výběr z diplomantských prací AVU
- 2008 – Výstava sochařských děl (dřevořezba, kámen, terakota) a smaltovaných šperků v Muzeu České vesnice v Peruci
- 2013 – přizvání k výstavě o KC Prádelna, Galerie městské části Prahy 5
- 2014 – Výstava IN SPIRO / EX SPIRO (Galerie U Kunštátů, Řetězová 3, Praha 1)